# Нова Весь (Серадзький повіт)
Нова Весь (пол. Nowa Wieś) — село в Польщі, у гміні Бжезньо Серадзького повіту Лодзинського воєводства.
Населення — 324 особи (2011).
У 1975-1998 роках село належало до Серадзького воєводства.

## Демографія
Демографічна структура станом на 31 березня 2011 року:
|          | Загалом | Допрацездатний вік | Працездатний вік | Постпрацездатний вік |
| -------- | ------- | ------------------ | ---------------- | -------------------- |
| Чоловіки | 161     | 31                 | 111              | 19                   |
| Жінки    | 163     | 33                 | 87               | 43                   |
| Разом    | 324     | 64                 | 198              | 62                   |